# Сконечны, Чеслав
Чеслав Сконечны (пол. Czesław Skonieczny; 7 июля 1894, Варшава, Царство Польское, Российская империя — 27 марта 1946, Лодзь, ПНР) — польский актёр театра и кино.
До Второй мировой войны играл в варшавских театрах, а во время войны в публичных театрах: Teatr Nowości и Teatr Maska. После окончания войны выступал в Театре миниатюр «Сирена» в Лодзи.
С 1918 года снялся в более, чем 25 фильмах, в том числе в немых.
Похоронен на кладбище Старые Повонзки в Варшаве.

## Фильмография
- 1918 — Rozporek i Ska
- 1924 — Miodowe miesiące z przeszkodami
- 1930 — В Сибирь — эпизод (нет в титрах)
- 1930 — Ветер с моря — управляющий
- 1931 — Uwiedziona
- 1931 — Безымянные герои
- 1932 — Pałac na kółkach
- 1932 — Уланы, уланы... — мясник
- 1933 — Десять процентов мне — ловкач
- 1933 — Ostatnia eskapada
- 1933 — Każdemu wolno kochać
- 1934 — Awanturki jego córki
- 1934 — Разве Люцина девушка? — пьяный в ресторане «Eldorado»
- 1934 — Śluby ułańskie
- 1935 — Антек-полицмейстер — полицмейстер Семён Фёдорович Выпивайло
- 1936 — Пан Твардовский — стражник
- 1937 — Dorożkarz nr 13
- 1937 — O czym marzą kobiety
- 1937 — Trójka hultajska — хозяин корчмы
- 1938 — Za zasłoną
- 1938 — Флориан — пристав
- 1938 — Счастливое тринадцатое / Szczęśliwa trzynastka
- 1939/1941 — Żona i nie żona
- 1939/1941 — Руковожу здесь я — клиент